# Oedaleonotus orientis
Oedaleonotus orientis är en insektsart som beskrevs av Morgan Hebard 1920. Oedaleonotus orientis ingår i släktet Oedaleonotus och familjen gräshoppor. Inga underarter finns listade i Catalogue of Life.